# HIP 14810 d
HIP 14810 d는 양자리 방향으로 지구로부터 약 172광년 떨어진 곳에 있는 외계 행성이다. 이 행성의 질량은 최소 목성의 0.57배이며 항성으로부터 평균 거리는 1.89 천문단위이다. 궤도는 다소 찌그러져 있다.